# Вулиця Професора Отамановського
Ву́лиця Професора Отамановського — вулиця у Шевченківському районі Харкова, в історичній місцевості Шатилівка. Йде на північ від вулиці Спецпідрозділу Кракен паралельно до проспекту Науки, потім чвертьколом повертає праворуч і виходить на сусідню вулицю Юрія Шевельова. Багатоповерхова забудова між вулицями Ляпунова та Європейською розділяє вулицю Професора Отамановського на дві непов'язані ділянки. Вулиця виникла не пізніше 1929 року, початково називалась Коломенською, а в 2024 році була перейменована на честь Валентина Дмитровича Отамановського.

## Розташування
Вулиця складається з двох непов'язаних ділянок, які є прямим продовженням одна одної, але розділені кварталом багатоповерхової забудови. Перша ділянка починається від вулиці Спецпідрозділу Кракен, перетинає вулицю Євгенія Єніна і закінчується, впираючись у вулицю Ляпунова. Друга ділянка починається від Європейської вулиці і чвертьколом повертає на схід, закінчуючись перехрестям з вулицею Юрія Шевельова. Від цієї ділянки наліво відходять невеликі Путилівський та Мінський провулки.
Дорога і тротуари заасфальтовані. У прилеглих кварталах розташовані переважно житлові будинки. На вулиці є як одноповерхова, так і багатоповерхова забудова.

## Історія
Вулиця присутня в списку вулиць 1929 року. Початково мала назву Коломенська на честь російського міста Коломна.
26 січня 2024 року в межах дерусифікації вулицю перейменували на честь Валентина Дмитровича Отамановського (1893—1964) — українського історика, депутата Української Центральної Ради, учасника бою під Крутами, який останні роки свого життя мешкав недалеко від цієї вулиці й викладав латину в Харківському медичному інституті. Вулиця стала другою в Харкові вулицею, названою на честь професора Харківського медичного інституту після вулиці Воробйова.